# Maraschia grisescens
Maraschia grisescens is een vlinder uit de familie uilen (Noctuidae). De wetenschappelijke naam is voor het eerst geldig gepubliceerd in 1933 door Osthelder.
De soort komt voor in Europa.